# نیو تریپولی (پنسیلوانیا)
نیو تریپولی (به انگلیسی: New Tripoli) یک منطقهٔ مسکونی در ایالات متحده آمریکا است که در شهرستان له‌های، پنسیلوانیا واقع شده‌است. نیو تریپولی ۸۹۸ نفر جمعیت دارد.